# Louletano-Dunas Douradas/Saison 2013
Dieser Artikel listet Erfolge und Fahrer des Radsportteams Louletano-Dunas Douradas in der Saison 2013 auf.

## Erfolge in der UCI Europe Tour
| Datum      | Rennen                                             | Kat. | Fahrer         |
| ---------- | -------------------------------------------------- | ---- | -------------- |
| 22. Juni   | Portugiesische Meisterschaft – Straßenrennen (U23) | 2.2  | Victor Valinho |
| 19. Juli   | 1. Etappe Troféu Joaquim Agostinho                 | 2.2  | Sérgio Ribeiro |
| 15. August | 7. Etappe Volta a Portugal                         | 2.1  | Raúl Alarcón   |

## Mannschaft
| Name                           | Geburtstag         | Nationalität | Team 2012                |
| ------------------------------ | ------------------ | ------------ | ------------------------ |
| Raúl Alarcón                   | 25. März 1986      | Spanien      | Efapel-Glassdrive        |
| Eugeniu Cozonac                | 23. Januar 1992    | Moldau       | Neoprofi                 |
| Duarte Ferreira (ab 1. August) | 1. November 1992   | Angola       | Neoprofi                 |
| Raúl García (ab 1. August)     | 5. Juli 1982       | Spanien      | Super Froiz              |
| Micael Isidoro                 | 12. August 1982    | Portugal     | Louletano-Dunas Douradas |
| Iúri Jorge                     | 19. Mai 1991       | Portugal     | Neoprofi                 |
| Fábio Leaca                    | 22. September 1993 | Portugal     | Neoprofi                 |
| Dominic Mestre                 | 29. Mai 1993       | Portugal     | Neoprofi                 |
| Jorge Martín Montenegro        | 7. Mai 1983        | Argentinien  | Louletano-Dunas Douradas |
| Antonio Olmo                   | 19. August 1982    | Spanien      | Louletano-Dunas Douradas |
| Carlos Oyarzun                 | 26. Oktober 1981   | Chile        | Triciclo-USM             |
| Sérgio Ribeiro                 | 28. November 1980  | Portugal     | Efapel-Glassdrive        |
| Luís Silva                     | 22. Oktober 1984   | Portugal     | Neoprofi                 |
| Victor Valinho                 | 31. Dezember 1991  | Portugal     | Neoprofi                 |
| Rui Vinhas                     | 6. Dezember 1986   | Portugal     | Louletano-Dunas Douradas |